# خوش‌شانس (فیلم ۲۰۱۷)
خوش‌شانس (به ایتالیایی: Fortunata) فیلمی در ژانر درام به کارگردانی سرجو کاستلیتو است که در سال ۲۰۱۷ منتشر خواهد شد. این فیلم برای رقابت در بخش نوعی نگاه هفتادمین جشنواره فیلم کن انتخاب شده است.

## داستان
در مورد یه زن

## بازیگران
- یاسمینه ترینکا
- ادواردو پِشه
- آلساندرو بورگی